# 加藤弘一
加藤 弘一（かとう こういち、1954年 - ）は、日本の文芸評論家。東海大学講師。

## 略歴
1954年埼玉県生まれ。早稲田大学第一文学部卒。在学時はワセダミステリクラブに所属。『コスモスの知慧 石川淳論』で第25回（1982年度）群像新人賞評論部門を受賞。東海大学 文化社会学部文芸創作学科 講師。東海大学文学部で、ITと文学の関連性について講義する。

## 概要
安部公房と石川淳に傾倒する。SFマニアでもある。大学在学中はワセダミステリクラブに所属。
ITと日本語の関係に強い関心を持つ。
Web上の紀伊国屋書店の書評ブログ『書評空間』において、2005年10月26日掲載の『Winnyの技術』金子勇（アスキー）で書評掲載を開始。2014年4月20日掲載の『2052 今後40年のグローバル予測』ランダース（日経BP社）にて、活動終了。
自身のブログの中の産総研の研究員でメディア・アーティストの江渡浩一郎の著作『パターン、Wiki、XP ～時を超えた創造の原則～』（技術評論社）の書評で、エリック・レイモンドの対概念『伽藍とバザール』と、ドゥルーズの対概念「ツリーとリゾーム」は、似たようなものだと書いた。
noteにおいて、2025年4月9日から、紀伊国屋書店『書評空間』の旧記事からのアップロードを開始。また、2025年4月25日掲載の『伊藤典夫評論集成』伊藤典夫（国書刊行会）についてなど、新たな書評の執筆アップロードを開始している。

## 著書
- 『石川淳：コスモスの知慧』（筑摩書房） 1994年　ISBN 978-4480823106
- 『電脳社会の日本語』（文春新書） 2000年　ISBN 978-4166600946
- 『図解雑学 文字コード』（ナツメ社） 2002年　ISBN 978-4816332432

## 翻訳書
- アイザック・アシモフ『Dr.アシモフのSFおしゃべりジャーナル』（共訳/浅倉久志、安田均、白川星紀（黒丸尚））、講談社、1983年 ISBN 9784062001717